# Aegus lunatus
Aegus lunatus es una especie de coleóptero de la familia Lucanidae. La especie fue descrita científicamente por Georg Heinrich Weber en 1791.

## Subespecies
- Aegus lunatus bellulus Didier, 1928
- Aegus lunatus lunatus (Weber, 1791)
  - Lucanus lunatus Weber, 1791
  - Lucanus lunatus depressus Olivier, 1800
  - Aegus lunatus hirsutipes Didier, 1929
  - Aegus lunatus malaccus Thomson, 1856
  - Aegus lunatus masicus Didier, 1928
  - Aegus lunatus niasicus Didier y Séguy, 1952
  - Aegus lunatus obscurus Macleay, 1819
  - Lucanus lunatus punctatus Fabricius, 1801
  - Dorcus lunatus rectangulus Snellen von Vollenhoven, 1861
- Aegus lunatus pontianakensis Bomans, 1993
  - Aegus lunatus mizukamii Nagai, 1994

## Distribución geográfica
Habita en Borneo, Malasia y Sumatra (Indonesia).